# Propyläen
Die Propyläen est un périodique lancé en juillet 1798 par Johann Wolfgang von Goethe et son ami Johann Heinrich Meyer.

## Impulsion
Au cours de la courte existence de trois ans de la revue, ses divers contributeurs et éditeurs, par exemple comme le montrent les essais de Wilhelm von Humboldt et Friedrich von Schiller, ont cherché à aborder, diffuser et fomenter des idées et des conceptions fondamentales concernant l'art et les processus esthétiques et ainsi à déterminer, aux niveaux d'influence culturelle et sociale, ce qui caractérise la portée essentielle de l'art et sa pratique par les artistes. À l'instar de Die Horen de Friedrich Schiller, l'impulsion fondamentale de la revue était d'étendre la portée des valeurs classiques dans l'art.
Par son nom allemand, Propyläen (du grec προπύλαιον , propylaion , pl. προπύλαια , propulaia , entrée d'un bâtiment), que l'on peut traduire de l'anglais par Propylaea, le périodique, y compris ses différents thèmes, devait représentent une porte d'entrée culturelle unique ; et ainsi, il symbolisait le bâtiment qui est la vie dans lequel l'artiste doit entrer.